# El mundo es nuestro
 El mundo es nuestro  es una película española  dirigida por Alfonso Sánchez y protagonizada por él mismo y Alberto López. Es una de las pioneras en España en utilizar el fenómeno del crowdfunding como una de sus fuentes de financiación. Se proyectó al público por primera vez en el Festival de Málaga de Cine Español el 22 de abril de 2012 dentro de la sección ZonaZine, obteniendo la Biznaga de Plata al Mejor Actor (Alfonso Sánchez) y la Biznaga de Plata al Premio del Público. Su estreno en cines tuvo lugar el 22 de junio de 2012.

## Sinopsis
Los hechos transcurren en el sevillano barrio de Triana, durante abril de 2012. El "Culebra" y el "Cabesa", dos raterillos chandaleros del tres al cuarto cercanos a la treintena, deciden dar su gran golpe: atracar una sucursal bancaria y huir a Brasil siguiendo los pasos del Dioni.
Pero lo que se suponía un trabajo sencillo se complica debido a la irrupción repentina de Fermín, un empresario cincuentón cargado de explosivos, que amenaza con inmolarse y exige la presencia de la televisión para llamar la atención sobre su precaria situación económica.
Fuera, un cordón policial, dirigido por la inspectora Jiménez, impide la huida de los atracadores, así que su única opción es hacerse fuertes en el interior de la sucursal convirtiendo lo que prometía ser un simple atraco en un secuestro en toda regla con rehenes y explosivos de por medio.
A partir de ese momento, la policía tratará de solucionar la situación como sea. Pero con lo que no cuentan es con la presencia de una reportera entre los rehenes. Esta se las arregla para retransmitir en vivo todo lo que sucede desde el interior, convirtiendo el secuestro en un circo mediático y al "Culebra" y el "Cabeza", en improvisados adalides de la causa de Fermín. Por otra parte, los rehenes se dividen entre los que están a favor de quedarse hasta que se solucione la situación de Fermín y los que prefieren volver a sus casas.
El tiempo pasa y, pese a los intentos de la policía de llegar a un acuerdo con los secuestradores, crece la tensión tanto dentro como fuera del banco, haciendo que el secuestro se prolongue.

## Reparto
| Personaje             | Actor                  |
| --------------------- | ---------------------- |
| El Cabeza             | Alfonso Sánchez        |
| El Culebra            | Alberto López          |
| Ricardo               | Alfonso Valenzuela     |
| Don Manuel            | Joserra Leza           |
| Sabina                | María Cabrera          |
| Fran                  | Daniel Morilla         |
| Natalia               | Olga Martínez          |
| Paco                  | Francisco Torres       |
| Marta                 | Estrella Corrientes    |
| Macarena              | Antonia Gómez          |
| Serafín               | Miguel Ángel Sutilo    |
| Pepa                  | Pepa Díaz-Meco         |
| Fermín                | José Rodríguez Quintos |
| Inspectora Jiménez    | Maite Sandoval         |
| Chino                 | Kai Zhou               |
| Subinspector Velasco  | Sergio Domínguez       |
| Julio                 | Elías Pelayo           |
| Redactora             | Mari Paz Sayago        |
| Municipal             | José Manuel Poga       |
| Comisario Narváez     | Pepe Quero             |
| Hermano Mayor         | Javier Mora            |
| Delegado del gobierno | Antonio Dechent        |

## Guion
La idea de hacer un largometraje sobre el atraco a un banco parte de Alfonso Sánchez y Alberto López  (el "Culebra" y el "Cabeza"), tras el éxito de su primer corto titulado Esto ya no es lo que era. Alfonso Sánchez empieza a trabajar en el guion inspirándose en la situación social que vivió Argentina a partir del llamado corralito, para luego incluir ideas surgidas con motivo de las manifestaciones del 15-M en España. Tiene además como referentes a las películas El odio, de Mathieu Kassovitz, Scarface, de Brian De Palma y Tarde de perros, de Sidney Lumet.

## Producción
La película utilizó para su financiación el sistema micromecenazgo o financiación colectiva. Se realizó una campaña publicitaria denominada "Apadrina un tieso", para animar a simpatizantes a participar aportando pequeñas cantidades de dinero. Cada contribuyente realizó una aportación de 120 € como mínimo, mediante la cual adquiría el derecho a aparecer en los créditos y a participar en los beneficios económicos que produzca la película. La financiación se completó con las aportaciones de otros coproductores que iban desde los 1000 € hasta los 10 000, y la colaboración de los actores y el equipo técnico que aportaron su trabajo y participarán de los beneficios que genere el largometraje.

## Rodaje
El rodaje del interior del banco se realizó en la localidad de San José de la Rinconada (Sevilla).

Los exteriores de la película se rodaron en la calle San Jacinto de Triana los días 3, 4 y 5 de diciembre de 2011. 
El tráiler de la película se rodó en la Ronda del Tamarguillo en el tramo que transcurre entre la rotonda de la calle de Ruperto Chapí y la rotonda en el cruce con la Avenida de Andalucía.

La escena final se rodó en El Palmar, pedanía del municipio de Vejer de la Frontera, Cádiz.

## Curiosidades
- El tráiler oficial se presentó el 7 de octubre de 2010 a las 21:00 horas en la sala BOSS de Sevilla.[11] Antes de la presentación del tráiler se realizó el corto "Las cosas en su sitio". A pesar de que la entrada fue gratuita y se completó el aforo del local, la colecta que se realizó para la producción de la película así como la venta de merchandising obtuvo escaso éxito.
- La animación de los créditos iniciales es obra de Impose Studio, creadores de la serie de animación en línea "Niña repelente".
- El actor que interpreta al empresario Ricardo es Alfonso Valenzuela, padre de Alfonso Sánchez.
- La banda de música que aparece en el film es la de Las Cigarreras,[12] banda de música de cornetas y tambores famosa en el mundo cofrade sevillano y que pertenece a la hermandad del mismo nombre.
- La Hermandad que sale parece ser la Hermandad de San Gonzalo que sale el Lunes Santo cogiendo por la Calle San Jacinto para llegar al centro de Sevilla.
- La referencia que se hace en el film a las luces de Navidad y su justificación en la negativa por parte de los trabajadores a quitarlas porque el ayuntamiento no les pagaba, tiene su origen en una petición por parte de MundoFicción a los responsables del Ayuntamiento de Sevilla. Solicitaron que aplazasen el montaje de estas luces en la calle San Jacinto al puente de la Inmaculada (días 6 a 8 de diciembre), ya que el rodaje de exteriores tendría lugar los días 3 y 4 de diciembre, a lo que el ayuntamiento respondió afirmativamente. Llegado el primer día de rodaje, se encontraron con la sorpresa de que las luces ya estaban instaladas en la calle. Por eso de forma irónica se da las gracias al ayuntamiento en los créditos de la película por las luces navideñas.
- La idea de que los protagonistas atracasen el banco ataviados con túnicas de nazareno se basa en hechos reales. En la Semana Santa del año 2008, un ladrón robó la recaudación de un restaurante sevillano con la indumentaria propia de un nazareno, incluyendo el capirote.[13]
- Tanto la película como los cortos sobre el "Culebra" y el "Cabesa" cuentan con numerosos clubes de fanes en toda España e incluso en otros países, como Argentina.[14]
- Los títulos iniciales cuentan la historia de cómo el "Culebra" rescata de la cárcel al "Cabesa"

## Premios
68.ª edición de las Medallas del Círculo de Escritores Cinematográficos
| Categoría           | Persona         | Resultado |
| ------------------- | --------------- | --------- |
| Director revelación | Alfonso Sánchez | Ganador   |